# Microcirculació

Estructures de la microcirculació

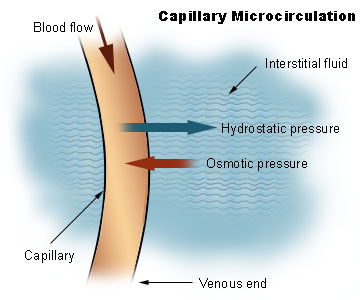
Microcirculació als capil·lars

La microcirculació és el flux de sang que passa pels vasos sanguinis de mida igual o inferior a 100 micres com són les arterioles, els capil·lars i les vènules.
Té les següents funcions principals:
- Transport de sang des de i fins als teixits.
- Serveix com a líquid refrigerant del cos en processos de termoregulació.
- Contribueix al calor i la turgència dels teixits.